# Regionale herindeling van Noorwegen

De nieuwe provincies vanaf 1 januari 2020

De regionale herindeling van Noorwegen was een hervorming van de fylkestructuur in Noorwegen. Het aantal van 19 fylkes ('provincies') werd teruggebracht tot 11. De hervorming was een van de politieke projecten van de regering van Erna Solberg en vond gelijktijdig plaats met een gemeentelijke herindeling van Noorwegen. De regionale herindeling werd op 8 juni 2017 door de Storting, het Noorse parlement, aangenomen.
De nieuwe provincie Trøndelag (voorheen Zuid- en Noord-Trøndelag) bestond al per 1 januari 2018.
De gemeentelijke herindeling zorgde voor het ontstaan van zes nieuwe provincies per 1 januari 2020: Viken (voorheen Buskerud, Akershus en Østfold ), Innlandet (voorheen Oppland en Hedmark ), Vestfold en Telemark (voorheen Vestfold en Telemark ), Agder (voorheen West- en Oost-Agder ), Vestland (voorheen Sogn en Fjordane en Hordaland ) en Troms en Finnmark (voorheen Troms en Finnmark).
De vier provincies Oslo, Rogaland, Møre en Romsdal en Nordland bleven onaangetast door de hervorming.